# Söbüçimen, Eskipazar
Söbüçimen là một xã thuộc huyện Eskipazar, tỉnh Karabük, Thổ Nhĩ Kỳ. Dân số thời điểm năm 2010 là 105 người.